# Ruta Provincial 57 (Buenos Aires)
La Ruta Provincial 57 es una carretera pavimentada de 33 km de extensión ubicada en el centro-este de la provincia de Buenos Aires, en Argentina.

## Características y recorrido
La ruta recorre 33 km entre las ciudades de Lezama y Pila, uniendo la Ruta Provincial 41 con la Autovía 2.